# Phylloxeridae
Famille

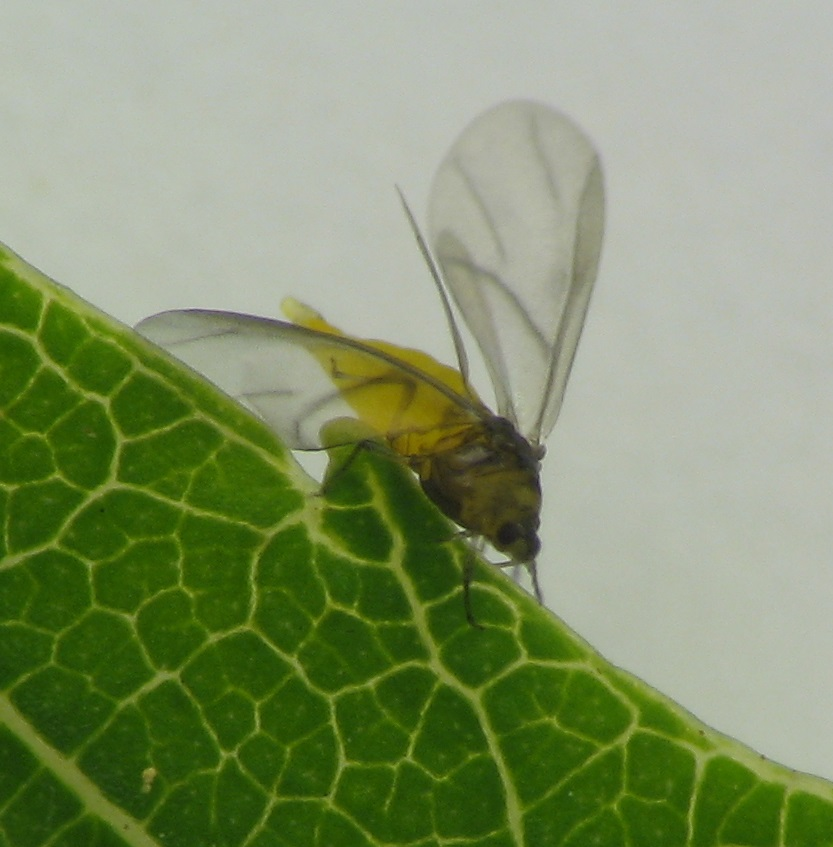
Phylloxera perniciosa, adulte ailé.

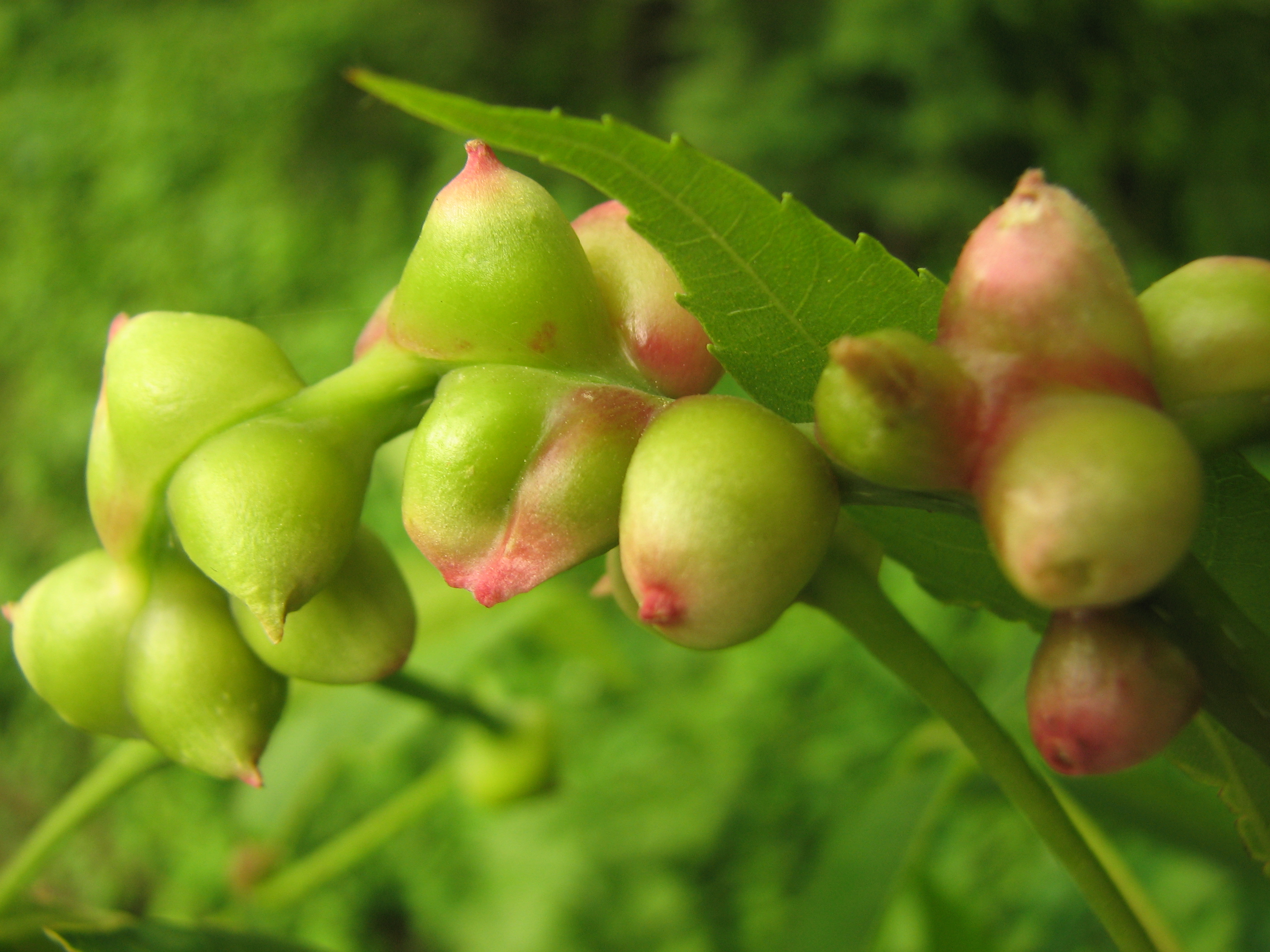
Galles engendrées par le Phylloxera perniciosa sur le caryer (Carya).

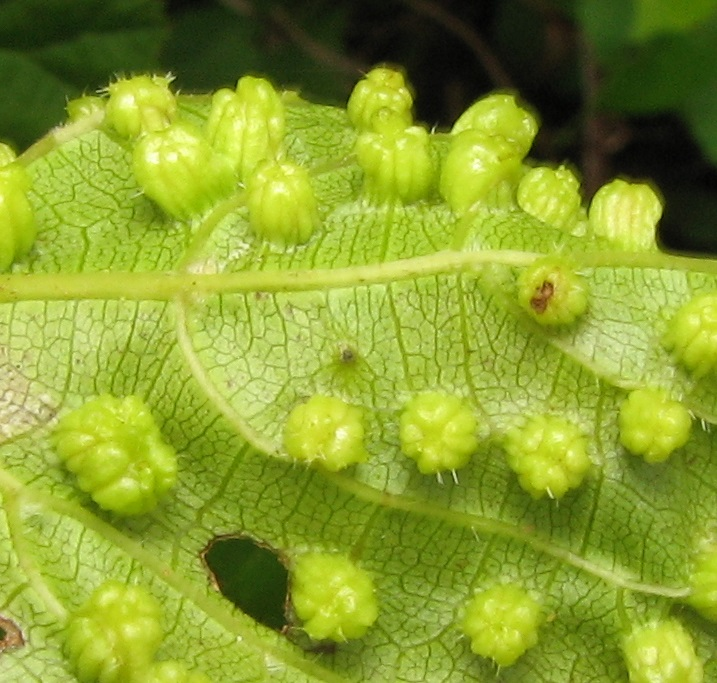
Galles engendrées par Daktulosphaira vitifoliae sur feuille de Vitis.

Les Phylloxeridae sont une petite famille d'hémiptères parasites des plantes étroitement apparentés aux pucerons avec seulement 75 espèces décrites. Ce groupe comprend deux sous-familles (Phylloxerininae et Phylloxerinae) et onze genres dont un est fossile. Le type de genre est Phylloxera. Les espèces de Phylloxeridae sont généralement appelées Phylloxères. 

## Histoire et distribution
Le premier enregistrement d'espèces de la famille a été dans Aphidoidea par Latreille, 1802. En 1857, Herrich-Schaeffer décrit la famille et nomme ce groupe « Phylloxeriden ». Le Lichtenstein a été le premier à utiliser le mot « Phylloxeridae » en 1883. Ils ont une distribution mondiale mais semblent provenir d'un climat tempéré car ils sont plus divers dans les climats tempérés et leur adaptation à la vie tropicale est probablement de nature secondaire. 

## Comportement et écologie
Les phyllogères sont des insectes ressemblant à des pucerons qui sont des hémiptères parasites sur les arbres à feuilles caduques et les cultures fruitières vivaces. Ils se nourrissent de feuilles et de racines et sont cécidogènes, ce qui signifie qu'ils provoquent la formation de galles. Ils ont des cycles de vie très complexes avec une parthénogenèse cyclique et une alternance d'hôtes. Dans les grandes lignes, une fondatrice femelle éclot d'un œuf hivernal sur l'hôte principal, qui est généralement une plante ligneuse avant l'éclatement du bourgeon, ce qui stimule la formation d'une galle sur les jeunes feuilles. Une descendance ailée de la génération suivante ou de la troisième génération migre au printemps vers l'hôte secondaire (généralement herbacé). Ensuite, de nombreuses générations ailées et sans ailes peuvent être produites sur l'hôte secondaire avant que les migrants ailés ne reviennent à l'hôte principal en automne. Les mâles et les femelles reproductrices s'accouplent sur l'hôte hivernal et produisent des œufs hivernants. 
Dans la famille des Phylloxeridae, certaines espèces sont holocycliques, ce qui signifie qu'elles produisent à la fois des générations asexuées et sexuelles tandis que certaines sont anholocycliques et ne produisent alors que des générations asexuées. Les espèces de cette famille vivent dans les galles des plantes hôtes et aussi dans les crevasses des écorces. 

## Importance économique
Les phylloxères peuvent transmettre des maladies aux plantes. Leur importance est encore plus perceptible historiquement. En fait, Daktulosphaira vitifoliae connu sous le nom de phylloxéra du raisin est considéré comme l'insecte nuisible le plus économiquement important des vignes commerciales Vitis dans le monde. À la fin du XIXe siècle, l'épidémie de phylloxéra a détruit presque tous les raisins européens, le problème ayant pu être résolu qu'en plantant des vignes en provenance des États-Unis, puis en greffant des vignes européennes sur des racines américaines.

## Morphologie
Les espèces de phylloxères sont des insectes très petits voir minuscules. En outre, il existe un polymorphisme élevé dans la famille des Phylloxeridae, ce qui rend parfois difficile l'identification de ses membres. En outre, ils peuvent être facilement confondus avec des insectes apparentés tels que les pucerons et les vrais pucerons. Les caractéristiques les plus importantes utilisées pour les distinguer de leurs proches et d'autres insectes sont la nervation des ailes, l'ovipositeur et certaines caractéristiques de leurs antennes. Les phylloxères ont une antenne à trois segments dans toutes les formes (adultes et immatures). Les ailes maintenues à plat sur le corps au repos et le Cu1 et le Cu2 des ailes avant sont traqués à la base. Le flagelle se termine toujours par un sensorium (ou rhinaria) et les femelles adultes peuvent avoir un ou deux sensoriels supplémentaires sur le flagelle. Les femelles et les mâles pondeurs ont des parties buccales résiduelles et sont sans ailes. Concernant les immatures, les nymphes ressemblent à des adultes mais n'ont jamais le sensorium secondaire. Les immatures des sexués ont également une larve pupiforme unique qui ne se nourrit pas. Il est possible de distinguer les Phylloxeridae des Adelgidae par le fait qu'ils ont une vulve au lieu d'un ovipositeur sclérotisé et manquent généralement des glandes de cire ou des plaques trouvées dans Adelgidae. Ils peuvent également être distingués des pucerons car ils ont trois veines tandis que les pucerons ont quatre à six veines. 

## Taxonomie / phylogénie
Les Phylloxeridae font partie de l'ordre des Hemiptera et du sous-ordre des Sternorrhyncha. Mais il y a beaucoup de controverse en ce qui concerne leur position et leur phylogénie au sein de cette lignée, en particulier en ce qui concerne leurs parents, à savoir les Adelgidae et les Pucerons (Aphididae). Les pucerons comprennent ici les Adelgidae, les Aphididae et les Phylloxeridae. Dans le passé, ces trois familles mentionnées ci-dessus ont été regroupées dans la même super-famille Aphidoidea. 
Généralement, les Phylloxeridae sont placés avec les Adelgidae dans la super-famille Phylloxeroidea. En fait, des similitudes bionomiques telles que les femelles parthénogénétiques ovipares observées dans ces deux groupes et des caractères morphologiques tels que la réduction de la nervation antérieure et la réduction des segments antennaires ont été utilisées dans l'étude de leur phylogénie suggérant qu'elles sont étroitement liées et conduisant à leur placement en tant que groupes sœurs dans Phylloxeroidea. Les Phylloxeridae et les Adelgidae forment le groupe des pucerons ovipares qui est monophylétique et est le groupe frère des Aphidoidea (autres pucerons). 
Cependant, les études les plus récentes utilisant des données morphologiques et moléculaires pour discuter de la phylogénie et de l'histoire évolutive au sein de la lignée Sternorrhyncha suggèrent que les représentants des Adelgidae, Aphididae et Phylloxeridae ont évolué indépendamment et ne devraient pas être combinés dans des super-familles. Le débat est toujours ouvert et des recherches supplémentaires sont nécessaires pour préciser la phylogénie de Sternorrhyncha. 